# Liste de personnalités liées à Rouen
Liste de personnalités célèbres nées ou ayant vécu à Rouen.

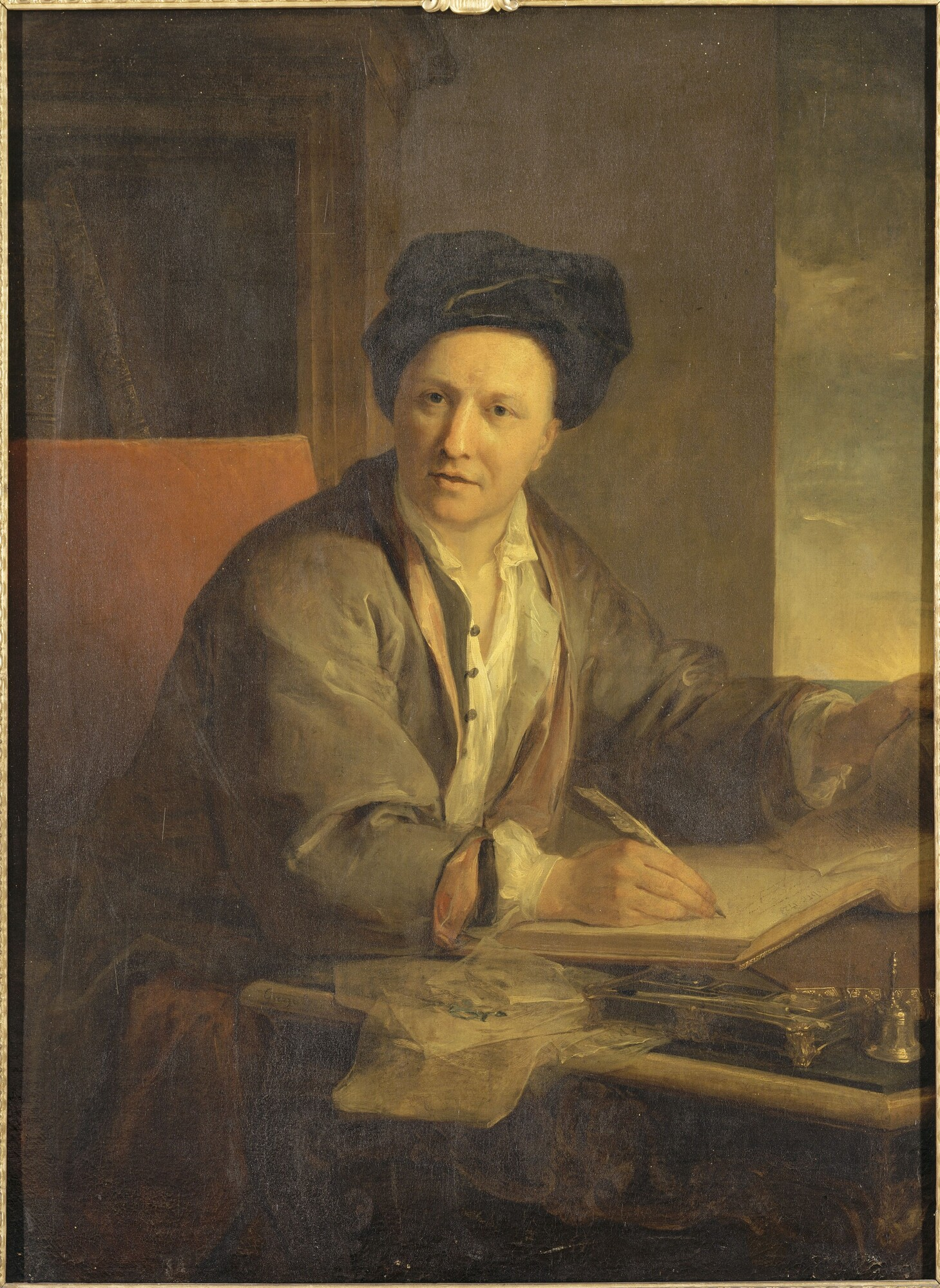
Fontenelle.

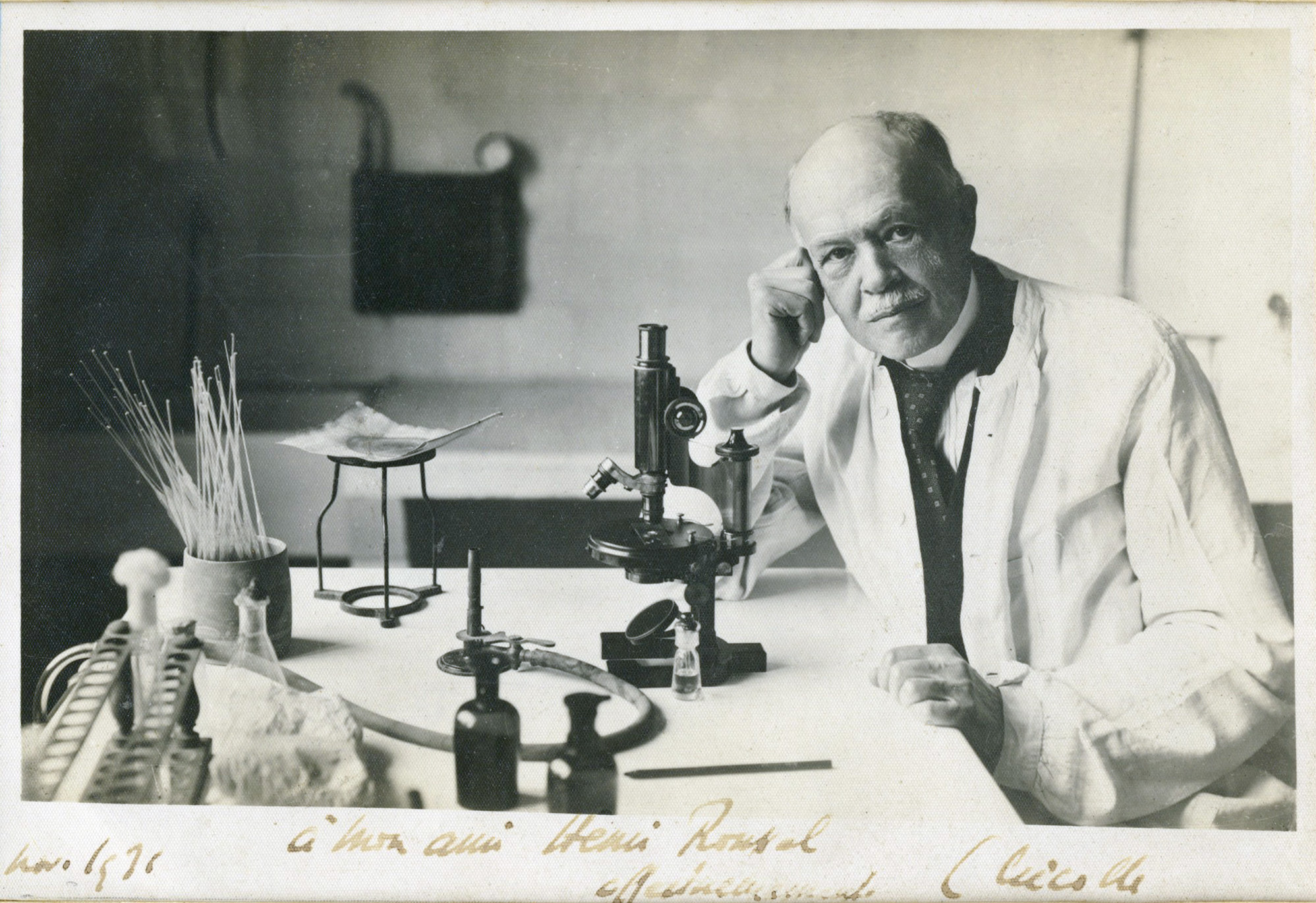
Charles Nicolle.

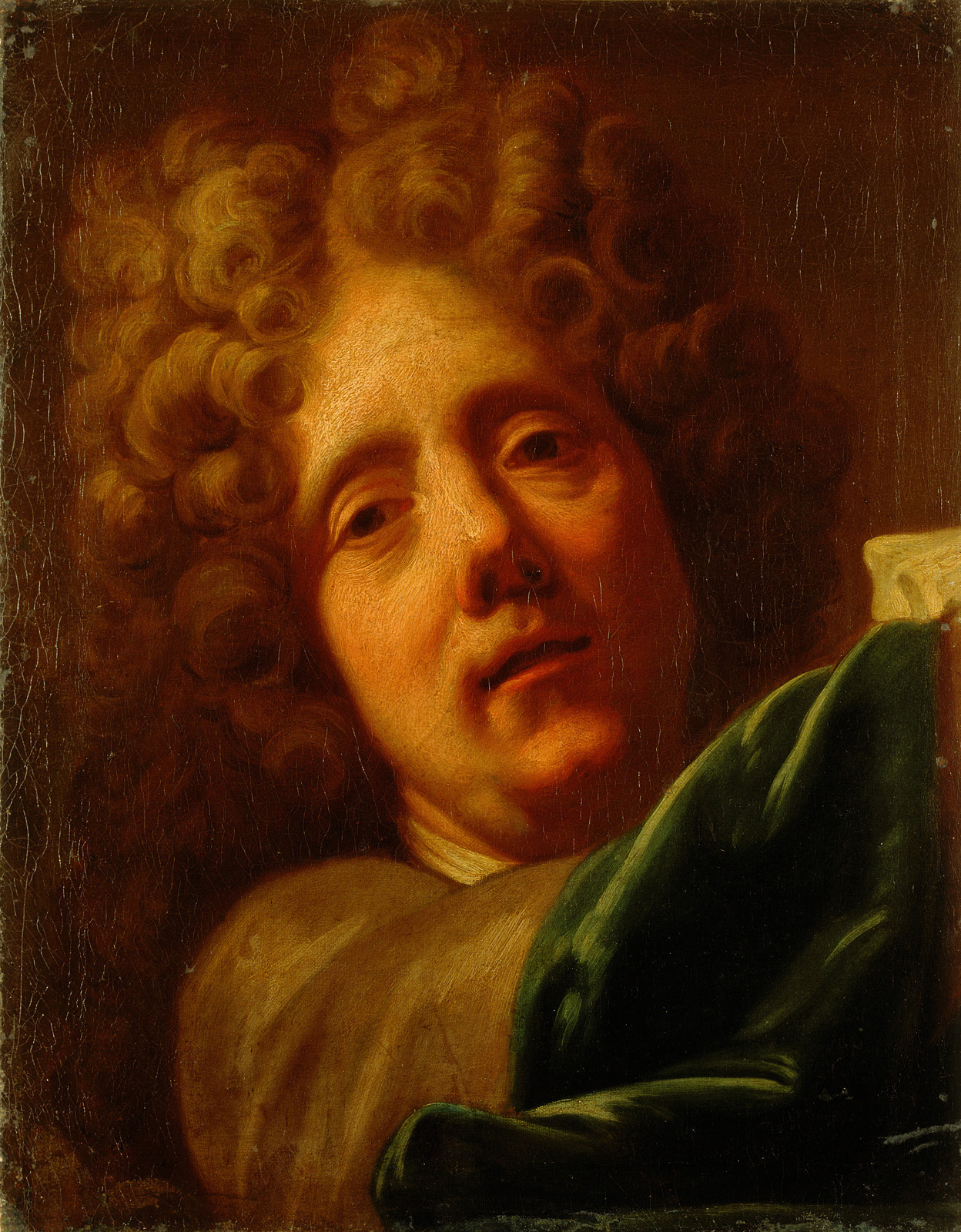
Jean Jouvenet.

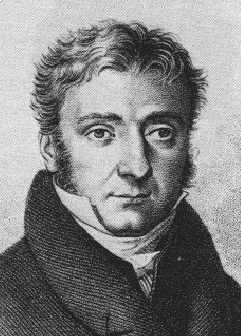
Pierre Louis Dulong.

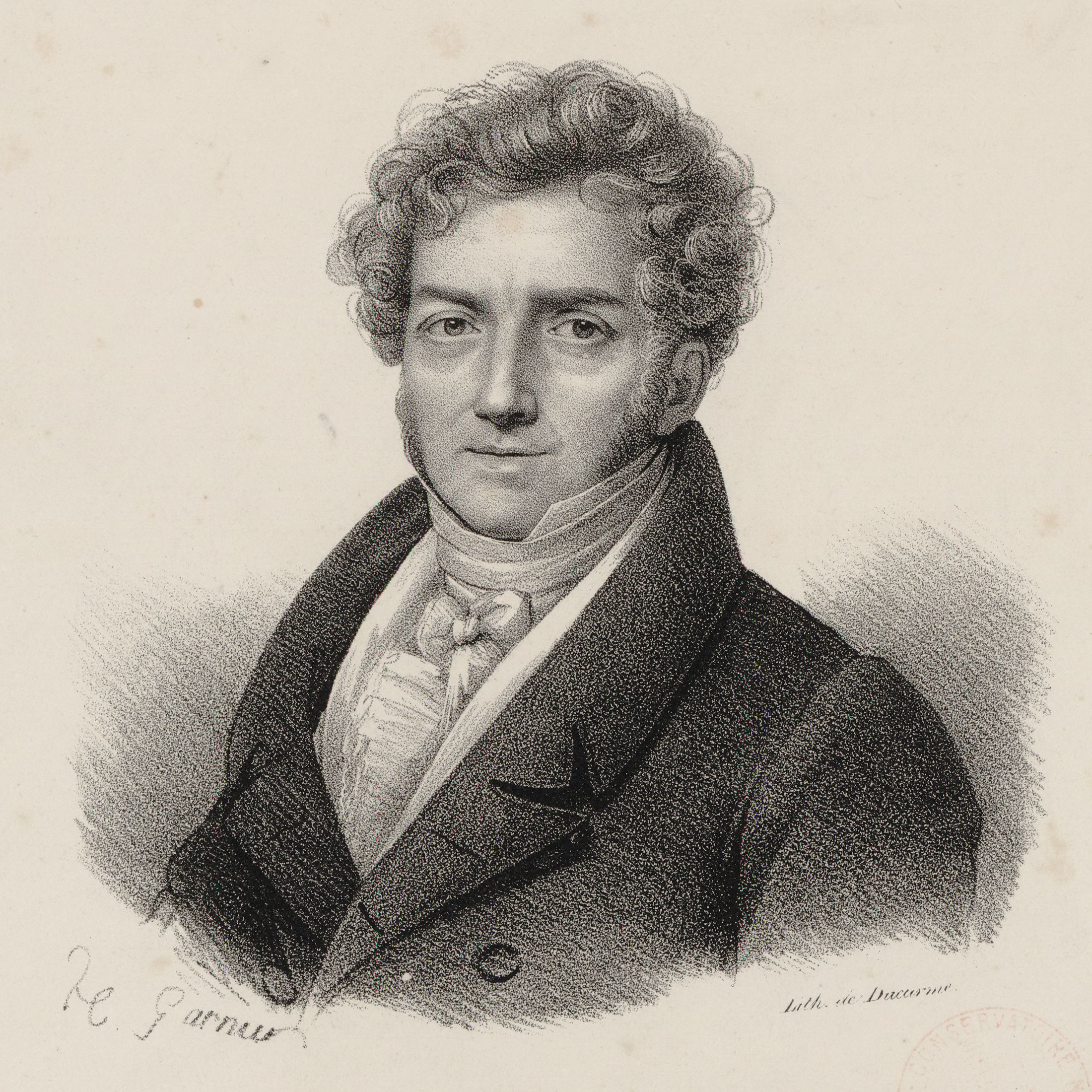
François-Adrien Boieldieu.

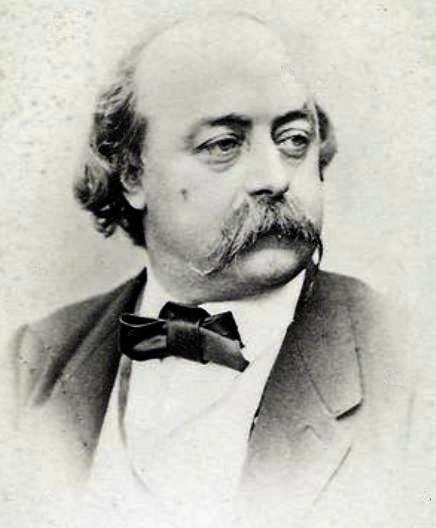
Gustave Flaubert.

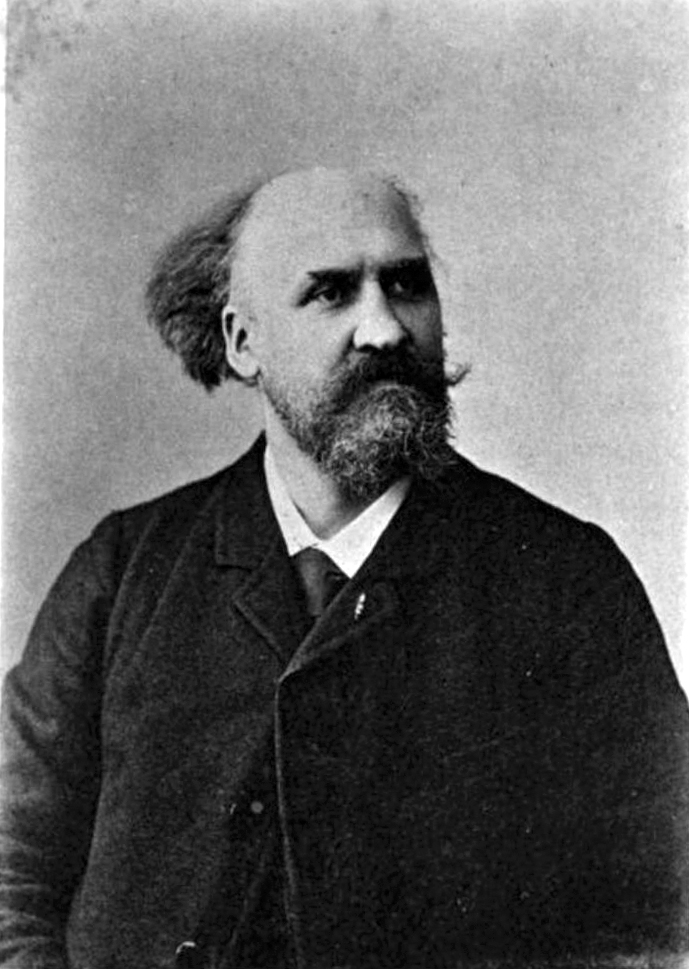
Charles Lenepveu.

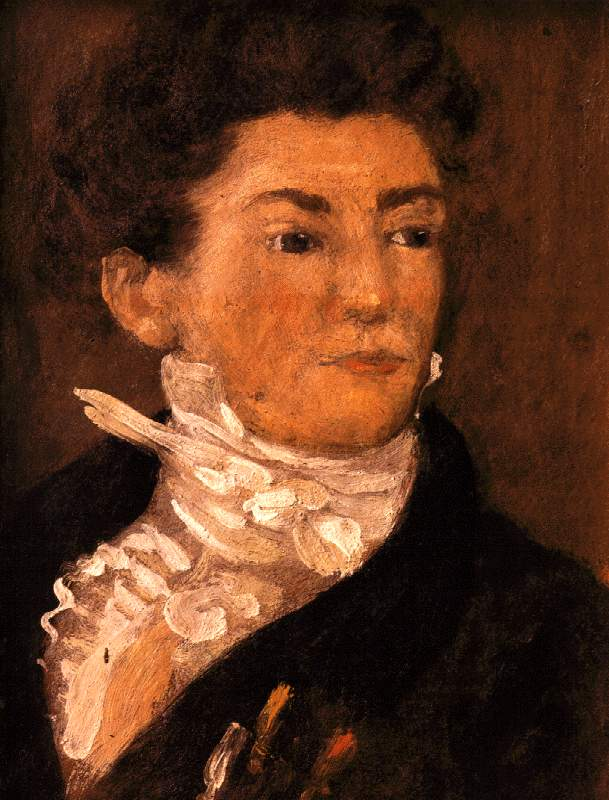
Théodore Géricault.

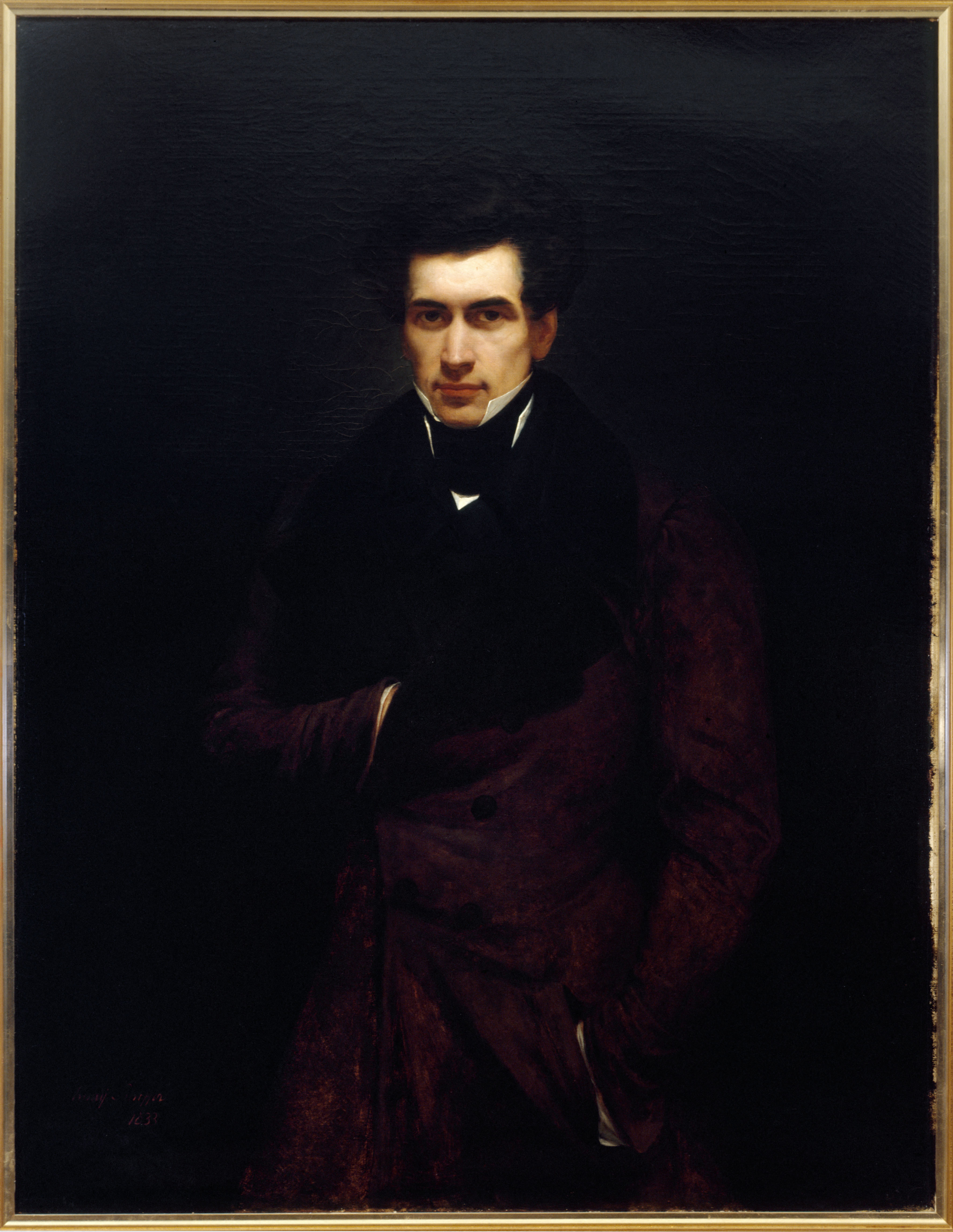
Armand Carrel.

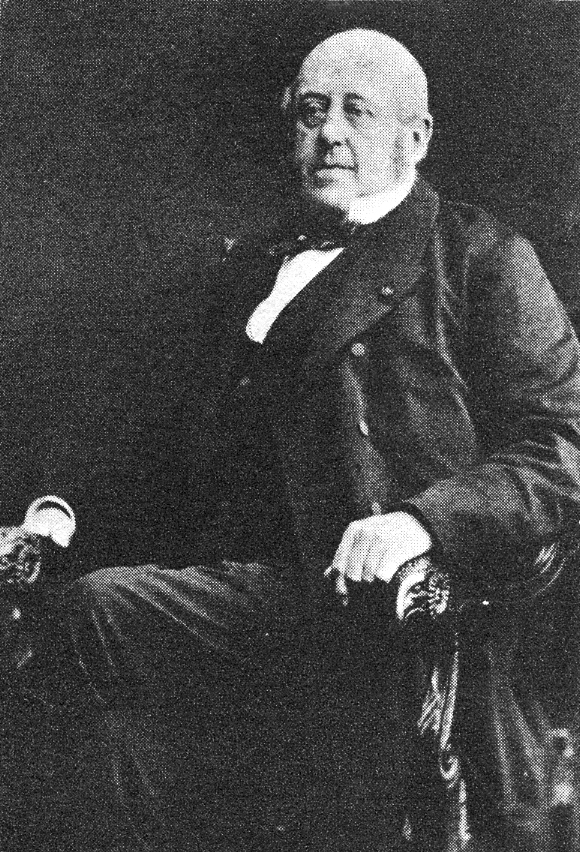
Esprit Blanche.

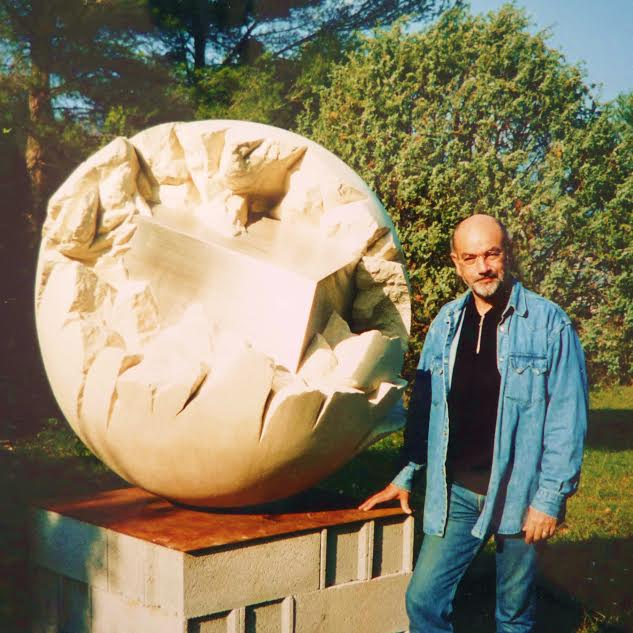
Humakos IV et Jean-Yves Lechevallier.

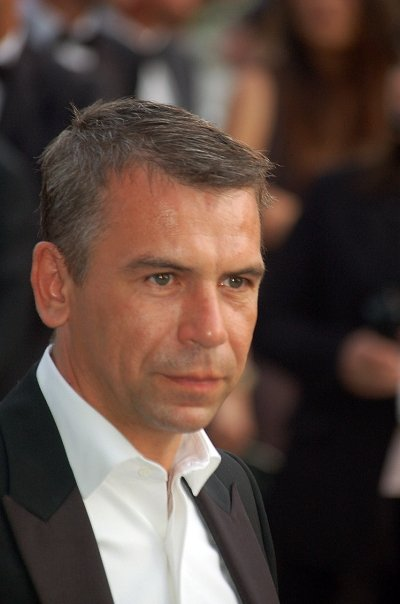
Philippe Torreton.

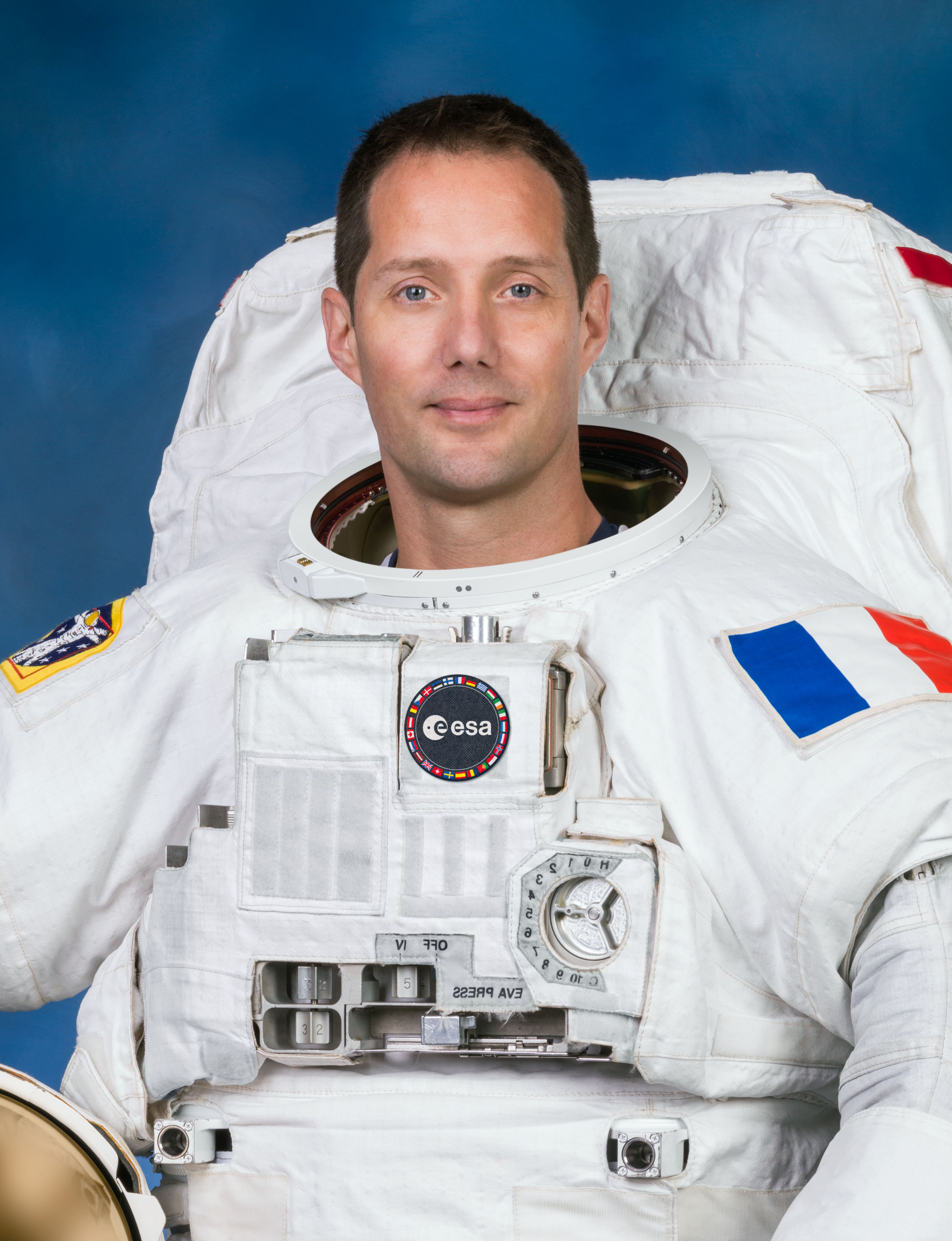
Thomas Pesquet.

- Gosselin d'Arques, vicomte de Rouen, fondateur de l'abbaye Sainte-Catherine-du-Mont de Rouen au XIe siècle ;
- Édouard IV d'Angleterre, roi d'Angleterre, né en 1442 ;
- Élisabeth d'York, duchesse de Suffolk, née en 1444 ;
- Pierre Fabri, nom de plume de Pierre Le Fèvre, poète, né vers 1450 ;
- François de Sagon (fin du XVe siècle - XVIe siècle), poète ;
- Jean de Rouen, sculpteur, né vers 1480 ;
- Guillaume Guérante, érudit réformateur augustin, né en 1494 ;
- Thomas Aubert, navigateur, né avant 1500 ;
- Jacques Le Lieur, né dans la 2e moitié du XVe siècle, échevin, poète, auteur du Livre des Fontaines en 1525 ;
- Jean Behourt, grammairien et dramaturge, né dans la première moitié du XVIe siècle ;
- Nicolas Martin-Ville, premier farceur professionnel du XVIe siècle ;
- Guillaume Guéroult, médecin, poète, musicien et traducteur, né vers 1507 ;
- Nicolas de Grouchy, érudit et écrivain, né en 1510 ;
- Nicolas Filleul de La Chesnaye, poète et dramaturge, né en 1530 ;
- François de Civille, militaire, né en 1537 ;
- Isaac Oliver, peintre, né vers 1560 ;
- François d'Eudemare, historien et poète, né en 1580 ;
- Pierre Mainfray, auteur de théâtre et poète, né en 1580 ;
- Guy de La Brosse, botaniste, né en 1586 ;
- Pierre Bardin, écrivain, philosophe et mathématicien, né en 1590 ;
- Marc-Antoine Girard de Saint-Amant, poète, né en 1594 ;
- Hercule Grisel, écrivain, né en 1595 ;
- Catherine-Henriette de Bourbon, fille légitimée de Henri IV, née en 1596 ;
- Samuel Bochart, érudit, né en 1599 ;
- Robert Fauvel, sieur de Doudeauville, voyageur, né vers la fin du XVIe siècle ;
- Magdelaine Bavent, religieuse et protagoniste de l'affaire des possédées de Louviers, née en novembre 1602 ;
- Pierre Corneille, écrivain, né le 6 juin 1606 ;
- Julien Lémery, procureur au parlement de Normandie, père de Nicolas Lémery, né en 1610 ;
- Desfontaines, acteur, dramaturge et romancier, né vers 1610 ;
- Marie Guenet de Saint-Ignace, religieuse, née le 28 octobre 1610 ;
- Anne Le Cointre de Saint-Bernard, religieuse, née en 1611 ;
- Guillaume Couture, explorateur et premier habitant de la seigneurie de Lauzon (aujourd'hui Ville de Lévis) au Canada en 1647, né en 1618 ;
- Adrien Auzout, astronome, né en 1622 ;
- Thomas Corneille, dramaturge, frère de Pierre Corneille, né le 20 août 1625 ;
- Nicolas de Croixmare, mathématicien et chimiste, né en 1629 ;
- Noël Alexandre, théologien et historien, né en 1630 ;
- Robert Hubert, horloger, injustement condamné pour le grand incendie de Londres, né vers 1640 ;
- Jean Le Pelletier, alchimiste, né en 1633 ;
- Pierre Thomas du Fossé, savant et auteur, né en 1634 ;
- Catherine Thierry dit Primot, née en 1640, mère de la dynastie des Le Moyne canadiens, dont Pierre Le Moyne d'Iberville et Jean-Baptiste Le Moyne de Bienville ;
- Robert Guérard, érudit, né en 1641 ;
- Marie Desmares, dite La Champmeslé, interprète de Racine, née le 18 février 1642 ;
- René-Robert Cavelier de La Salle, découvreur de la Louisiane, né le 21 novembre 1643 ;
- Jean Jouvenet, peintre décorateur, né en avril 1644 ;
- Anne de La Roche-Guilhem, écrivaine, née le 26 juillet 1644 ;
- Jacques Échard, religieux, né le 2 septembre 1644 ;
- Nicolas Lémery, chimiste, né le 17 novembre 1645 ;
- Gabriel Daniel, historien, né le 8 février 1649 ;
- Nicolas Gueudeville, historien et pamphlétaire, né en 1652 ;
- Jean Coustel, peintre, né dans la dernière moitié du XVIIe siècle ;
- Jacques Basnage de Beauval, théologien protestant, né en 1653 ;
- Louis Le Gendre, Chanoine de N.D. de Paris et bienfaiteur de la ville de Rouen, né en 1655 ;
- Coqueteau de La Clairière, dramaturge, poète et fonctionnaire actif à Rouen entre 1659 et 1674 ;
- Bernard Le Bouyer de Fontenelle, écrivain, né le 11 février 1657 ;
- Pierre-Antoine Motteux, traducteur et dramaturge, né en 1660 ;
- Catherine Bernard, romancière et dramaturge, née en 1663 ;
- Pierre Dangicourt, mathématicien, né en 1664 ;
- Noël-Étienne Sanadon, homme de lettres, né le 10 février 1676 ;
- Pierre Le Courayer, théologien, né le 17 novembre 1681 ;
- François d'Agincourt, compositeur, organiste et claveciniste, né en 1684 ;
- Mademoiselle de Séry, maîtresse du duc d'Orléans, née vers 1684 ;
- Paul-Alexandre Guenet, évêque, né en 1688 ;
- Jean Restout, peintre, né le 26 mars 1692 ;
- Louise Levesque, femme de lettres, née en 1703 ;
- Marie-Madeleine Hachard, religieuse et épistolière, née le 17 février 1704 ;
- Jacques-François Blondel, architecte, né en 1705 ;
- Michel Corrette, musicien et compositeur, né en 1709 ;
- André-Joseph Exaudet, violoniste et compositeur, né en 1710 ;
- Anne-Marie du Boccage, écrivaine, née en 1710 ;
- Jeanne Marie Leprince de Beaumont, écrivain, né le 26 avril 1711 ;
- Jacques Duphly, compositeur, organiste et claveciniste, né le 12 janvier 1715 ;
- Simon de Vierville, médecin, physicien, orientaliste et espion français, né vers 1715 ;
- Madame Drouin, actrice, née en 1720 ;
- Louis-Alexandre Dambourney, botaniste, né le 10 mai 1722 ;
- Pierre-Denis Vregeon, physicien, né le 20 septembre 1723 ;
- Marie-Charlotte Hippolyte de Campet de Saujon, salonnière et femme de lettres, née le 6 septembre 1725 ;
- Richard-Gontran Lallemant, éditeur, né le 18 décembre 1725 ;
- Jean-Baptiste Deshays de Colleville, peintre, né en 1729 ;
- Xavier-Félix Lallemant, éditeur et traducteur, né le 8 mars 1729 ;
- Jean-Jacques Le Veau, dessinateur et graveur, né le 1er septembre 1729 ;
- François-Joseph Lange de La Maltière, physicien, né en 1730 ;
- Marie-Louise O'Murphy, maîtresse de Louis XV, modèle du peintre François Boucher, née le 21 octobre 1737 ;
- Le Barbier l’Aîné, écrivain et peintre, né le 11 novembre 1738 ;
- Louis-Guillaume de Lafolie, physicien et chimiste, né le 11 mars 1739 ;
- Marquise de Combray, contre-révolutionnaire, née le 12 juin 1742 ;
- Alphonse-Louis Leroy, obstétricien, né le 23 août 1742 ;
- François Godefroy, graveur, né en 1743 ;
- Antoine Babron, peintre de genre, miniaturiste et aquarelliste, né en 1743 ;
- Le Barbier jeune, écrivain et peintre, né le 11 octobre 1743 ;
- Jacques François Bache, général de brigade de la Révolution française, né en 1744 ;
- Jean-Guillaume Bernard Vauquelin, architecte, né en 1748 ;
- Pierre-Alexandre-Laurent Forfait, homme politique, né en 1752 ;
- Marie Thérèse Péroux d'Abany, écrivaine, née en 1753 ;
- Pierre Léon Levavasseur, général de division de la Révolution française, et homme politique, né en 1756 ;
- Antoine-François Hardy, homme politique, né en 1756 ;
- Pierre-David-Augustin Chapelle, musicien et compositeur, né en 1750 ;
- Jean-Jacques Lequeu, architecte, né le 14 septembre 1757 ;
- Nicolas François Mollien, homme politique, né le 28 février 1758 ;
- Charles Henri Dambray, ministre, né le 9 octobre 1760 ;
- Armand Philippon, général français de la Révolution et de l’Empire, né le 27 août 1761;
- Pierre Flaust, Homme politique, né le 19 octobre 1762;
- Nicolas-Félix Desportes, diplomate et homme politique, né le 5 août 1763 ;
- Louis Lézurier de la Martel, administrateur, né le 25 mai 1765 ;
- Jean-Édouard Adam, chimiste manufacturier, né le 11 novembre 1768 ;
- François Grouvel (17/10/1771)-(26/10/1836), général français de la Révolution et de l’Empire ;
- Rose-Céleste Bache, femme de lettres, née en 1774 ;
- Jean-Baptiste Rondeaux, homme politique, né le 1er septembre 1775 ;
- François-Adrien Boieldieu, musicien, né le 16 décembre 1775 ;
- Guérard de La Quesnerie, agronome, né le 2 octobre 1776 ;
- Claude-Nicolas Chatillon, musicien, compositeur, poète et dramaturge, né le 14 octobre 1776 ;
- Emmanuel-Pierre Gaillard, historien et archéologue, né en 1779 ;
- Charles-Louis Havas, journaliste, né le 5 juillet 1783 ;
- Pierre Louis Dulong, physicien et chimiste, né en 1785 ;
- Ulric Guttinguer, poète et romancier, né le 31 janvier 1787 ;
- Charles Jean Harel, écrivain, né en 1789 ;
- Madame Desmousseaux, actrice, née en 1790 ;
- Théodore Géricault, peintre (Le Radeau de La Méduse), né le 26 septembre 1791 ;
- Esprit Blanche, aliéniste, né le 15 mai 1796 ;
- Joseph-Désiré Court, peintre, né le 14 septembre 1797 ;
- Olympe Besson (1799-1896), haut fonctionnaire, préfet de l'Ain (1846), du Jura (1849), de Maine-et-Loire.
- Armand Carrel, journaliste, né le 8 mai 1800 ;
- Henriette Le Forestier d'Osseville, religieuse, née le 19 avril 1803 ;
- Théodore-Éloi Lebreton, poète et biographe, né le 1er décembre 1803 ;
- Adolphe Chéruel, historien, né le 17 janvier 1809 ;
- Charles Verdrel, homme politique, né le 3 décembre 1809 ;
- Léon Morel-Fatio, peintre de la Marine, né le 17 janvier 1810 ;
- Hippolyte de Villemessant, journaliste, né le 22 avril 1810 ;
- Théodore-Henri Mansson, peintre et lithographe français, né en 1811 ;
- Charles-Ernest de Fréville de Lorme, chartiste et paléographe, né le 24 février 1811 ;
- Alphonse Du Breuil, horticulteur, né le 23 octobre 1811 ;
- Agénor de Gramont d'Aster, diplomate et homme politique français, né le 8 mars 1814 ;
- Alfred Duquesnay, archevêque, né le 23 septembre 1814 ;
- Amélie Bosquet, écrivaine, née en 1815 ;
- Eugène Noël, écrivain, né le 4 septembre 1816 ;
- Alfred Darcel, conservateur de musée et critique d'art, né le 4 juin 1818 ;
- Sophie Vincent-Calbris, peintre, née en 1819 ;
- Louis Antoine Vidal, musicologue, né le 10 juillet 1820 ;
- Jean Baptiste Victor Loutrel, peintre, né le 2 décembre 1821 ;
- Gustave Flaubert, écrivain, né le 12 décembre 1821 ;
- Désiré Martin, inventeur, né le 7 janvier 1822 ;
- Scriwaneck, actrice, née en 1823 ;
- Honorine Selim, artiste peintre, née en 1824 ;
- Eugénie Casanova, femme de lettres, née le 21 janvier 1825 ;
- Charles-Alexandre Thirion, ingénieur, 1827 ;
- Eugène Ketterer, pianiste, né le 7 juillet 1831 ;
- Arsène Letellier, sculpteur, né le 28 mars 1833 ;
- Marie Lannelongue, philanthrope, née le 10 avril 1836 ;
- Richard Waddington, industriel, historien et homme politique, né le 22 mai 1838 ;
- Charles Lenepveu, compositeur, né le 4 octobre 1840 ;
- Émile Masqueray, anthropologue, ethnologue, linguiste et écrivain, né le 20 mars 1843 ;
- Ernest Cauvin, homme politique, né le 24 juillet 1843 ;
- Henry Somm, dessinateur, caricaturiste, et aquarelliste, né le 29 février 1844 ;
- Amélie Villetard, actrice et dramaturge, née le 25 mars 1844 ;
- Jules Adeline, dessinateur, graveur et historien, né le 28 avril 1845 ;
- Noémi Noire-Oursel, biographe, bibliographe et femme de lettres, née en 1847 ;
- Eugène Cauchois, peintre, né le 14 février 1850 ;
- Georges Bouctot, homme politique, né le 29 juin 1855 ;
- Henri Gadeau de Kerville, naturaliste, né le 17 décembre 1858 ;
- Antoinette Chavagnat (1859-1943), peintre française née à Rouen ;
- Charles-Victor Langlois, historien, né le 26 mai 1863 ;
- Maurice Leblanc, écrivain (créateur dArsène Lupin), né le 11 novembre 1864 ;
- Charles Nicolle, prix Nobel de médecine, né le 21 septembre 1866 ;
- Cécile Douard, peintre, graveuse et sculptrice, née le 29 décembre 1866 ;
- Georgette Leblanc, cantatrice et actrice, née le 8 février 1869 ;
- Paul Bertrand, sculpteur et architecte, né le 30 juillet 1870 ;
- Sarah Duhamel, actrice, née le 21 mars 1873 ;
- Edmond Spalikowski, écrivain, né le 1er juin 1874 ;
- Georges Guillain, neurologue, né le 3 mars 1876 ;
- Victor Boucher, acteur, né le 24 août 1877 ;
- Camille Cé, écrivain, né le 26 octobre 1878 ;
- René Dumesnil, critique littéraire et musical, né le 19 juin 1879 ;
- Édouard Réquin, militaire, né le 13 juillet 1879 ;
- Gustave Moïse, artiste peintre, né en 1879 ;
- Henri Marais, Compagnon de la Libération, né le 17 avril 1881 ;
- Jean Arnavielle, peintre, né le 21 novembre 1881 ;
- Jean de Kerlecq, écrivain, né le 13 février 1882 ;
- Ernest Cloërec-Maupas, ténor et auteur-compositeur, né le 1er avril 1883 ;
- Paul Duboc, cycliste, né le 2 avril 1884 ;
- Marie-Louise Pichot, artiste peintre, née le 1er janvier 1885 ;
- Jacques Chastellain, homme politique, né le 7 juin 1885 ;
- Marcel Dupré, organiste, né le 3 mai 1886 ;
- Robert Antoine Pinchon, peintre, né le 1er juillet 1886 ;
- Geneviève Bianquis, germaniste, née le 19 septembre 1886 ;
- Maurice Bénard, acteur, né le 12 août 1887 ;
- Juliette Billard, architecte, aquarelliste et dessinatrice, née en 1889 ;
- Philippe Étancelin, coureur automobile, né le 29 décembre 1896 ;
- Raymond Defosse, aumônier militaire, Compagnon de la Libération, né le 26 décembre 1897 ;
- Pierre Le Trividic, peintre, né le 12 avril 1898 ;
- Emmanuel Bondeville, compositeur, né le 29 octobre 1898 ;
- Pierre-René Wolf, journaliste, né le 19 février 1899 ;
- Armand Salacrou, dramaturge, né le 9 août 1899 ;
- Théodore Monod, savant, naturaliste, né le 9 avril 1902 ;
- André Berthomieu, cinéaste, né le 16 février 1903 ;
- René Parodi, Compagnon de la Libération[1], né le 8 décembre 1904 ;
- Rémy Duval, photographe et peintre, né en 1907 ;
- Josette Hébert-Coëffin, sculptrice et médailleuse, née en 1907 ;
- Christian Coudray, Compagnon de la Libération[2], né le 7 décembre 1908 ;
- Camille Maurane, chanteur baryton et professeur au CNSMD ;
- Roger Roger, compositeur, né le 5 août 1911 ;
- Bernard Antoinette, footballeur, né le 11 mars 1914 ;
- Agnès Valois, décorée pour des faits ayant eu lieu durant la Seconde Guerre mondiale, née le 30 juin 1914 ;
- Jean Éon, Compagnon de la Libération[3], né le 15 juin 1915 ;
- Roger Apéry, mathématicien, né en 1916 ;
- Jacqueline Guerroudj, militante communiste et anticolonialiste, née le 27 avril 1919 ;
- Jean Lecanuet, homme politique, né le 4 mars 1920 ;
- Albert Floch, Compagnon de la Libération, né le 21 mai 1920 ;
- Bernard Mandeville (peintre), peintre, né en 1921 ;
- Robert Pavard, peintre, né en 1922 ;
- Jacqueline Pierreux, actrice et productrice, née le 15 janvier 1923 ;
- Denise Holstein, survivante d'Auschwitz, née le 6 février 1927 ;
- Jacques Rivette, réalisateur, scénariste, né le 1er mars 1928 ;
- Georges Lemoine, illustrateur, né le 14 juin 1935 ;
- Philippe Breton, évêque émérite d'Aire et Dax, né le 11 novembre 1936 ;
- Gérard Lindeperg, homme politique, né le 1er mai 1938 ;
- Catherine Silie, pianiste, née le 30 novembre 1938 ;
- Sonia Dayan-Herzbrun, sociologue, née le 28 janvier 1940 ;
- Nadine Denize, mezzo-soprano, née en 1943. Elle a d'abord été l'élève de Marie-Louise Christol, à Rouen, puis du baryton Camille Maurane, à Paris ;
- Christian Sauvé, peintre, né le 12 juillet 1943 ;
- Patrick Herr, homme politique, fondateur de l'Armada de Rouen, né en 1945 ;
- Jean-Yves Lechevallier, sculpteur, né en 1946;
- Anny Duperey, actrice et romancière, née en 1947 ;
- Raynald Denoueix, entraîneur de football, né le 14 mai 1948 ;
- Chantal Nobel, comédienne, née le 23 novembre 1948 ;
- Guy Pessiot, éditeur et homme politique, né le 7 mai 1949 ;
- Maxime Leroux, comédien, né le 26 mars 1951
- Alain Rault, graveur, né le 6 juillet 1952 ;
- François Priser, peintre, né le 25 juin 1954 ;
- François Hollande, 24e président de la République française, né le 12 août 1954 ;
- Guilhaine Dubos, actrice, née le 10 juin 1956 ;
- Florence Delaporte, écrivaine, née en 1959 ;
- Claude Brumachon, danseur et chorégraphe, né le 2 mai 1959 ;
- Frank Le Gall, auteur de bande dessinée, né le 23 septembre 1959 ;
- Sophie Moyse, actrice, née le 20 février 1961 ;
- Pat O'May, guitariste chanteur, né le 5 novembre 1961 ;
- Philippe Delamare, navigateur, né le 27 janvier 1963;
- Élise Lucet, journaliste, née le 30 mai 1963 ;
- Damien Top, ténor, musicologue et chef d'orchestre, fondateur du Festival international Albert-Roussel, né le 13 juillet 1963 ;
- Claudine Loquen, peintre, illustratrice, née le 22 février 1965 ;
- Philippe Torreton, acteur, né le 13 octobre 1965 ;
- Karin Viard, actrice, née le 24 janvier 1966 ;
- Estelle Lefébure, mannequin, née le 11 mai 1966 ;
- Louis Maurin, directeur de l'Observatoire des inégalités, né le 22 juin 1966 ;
- Stéphan Caron, nageur, né le 1er juillet 1966 ;
- Carole Duplessy-Rousée, romancière, née le 6 juillet 1967 ;
- Laurent Duhamel, arbitre international de football, né le 10 octobre 1968 ;
- Sylvain Grandserre, enseignant, auteur, chroniqueur de presse et radio, né le 12 novembre 1968 ;
- Céline Minard, écrivaine, née en 1969 ;
- David Douillet, judoka, ministre, né le 17 février 1969 ;
- Édouard Philippe, homme politique, maire du Havre et Premier ministre, né le 28 novembre 1970 ;
- Sylvie Hoarau, chanteuse du groupe Brigitte, née en 1971 ;
- Frédéric Cissokho (né en 1971), footballeur français, est né à Rouen ;
- Jérémie Lefebvre, écrivain et auteur-compositeur, né en 1972 ;
- Chris Esquerre, humoriste, né le 21 mars 1975 ;
- Casey, rappeuse, née le 28 juin 1975 ;
- David Trezeguet, footballeur, né le 15 octobre 1977 ;
- Thomas Pesquet, astronaute, né le 27 février 1978 ;
- Julien Lefebvre, dramaturge et romancier, né le 19 avril 1978 ;
- Arnaud Ducret, humoriste et acteur, né le 6 décembre 1978 ;
- Pierre Loyvet, dessinateur de bandes dessinées, né en 1979 ;
- Sira Sylla, femme politique, née le 14 mars 1980 ;
- Pénélope Leprévost, cavalière, née le 1er août 1980 ;
- Monsieur Poulpe, acteur, humoriste, né le 7 février 1981 ;
- Jean-Pascal Mignot, footballeur, né le 26 février 1981 ;
- Thomas Jolly, comédien et metteur en scène, né le 1er février 1982 ;
- Keen'V, chanteur, né le 31 janvier 1983 ;
- Ydrissa M'Barke, athlète, né le 30 mars 1983 ;
- Nathalie Péchalat, patineuse artistique, née le 22 décembre 1983 ;
- Romain Buffet, judoka, né le 4 février 1985 ;
- Benjamin Alard, claveciniste, organiste, né le 13 juillet 1985 ;
- Ian Mahinmi, basketteur, né le 5 novembre 1986 ;
- Fayçal Fajr, footballeur, né le 1er août 1988 ;
- Amaury Vassili, chanteur, né le 8 juin 1989 ;
- Laura Slimani, femme politique, née le 23 août 1989 ;
- Jade Laroche, actrice pornographique, mannequin et disc jockey, née le 8 septembre 1989 ;
- Emmanuel Keo, cycliste, né le 30 janvier 1991;
- Manuel Ano, cadreur sous-marin et plongeur professionnel, né le 21 août 1992.
- Vincent Limare, judoka, né le 26 septembre 1992 ;
- Alexis Gougeard, cycliste, né le 5 mars 1993 ;
- Pierre Gasly, pilote de Formule 1, né le 7 février 1996 ;
- Rilès, chanteur, né le 4 janvier 1996 ;
- Christy Gavory, footballeuse, née le 5 mai 1998 ;
- Maëlle Philippe, athlète française née le 22 septembre 1998 ;
- Petit Biscuit (de son vrai nom Mehdi Benjelloun), musicien, né le 10 novembre 1999 ;
- Aurélien Tchouaméni, footballeur, né le 27 janvier 2000 ;
- Guillaume Benech, écrivain, né le 6 janvier 2000.

## Morts à Rouen

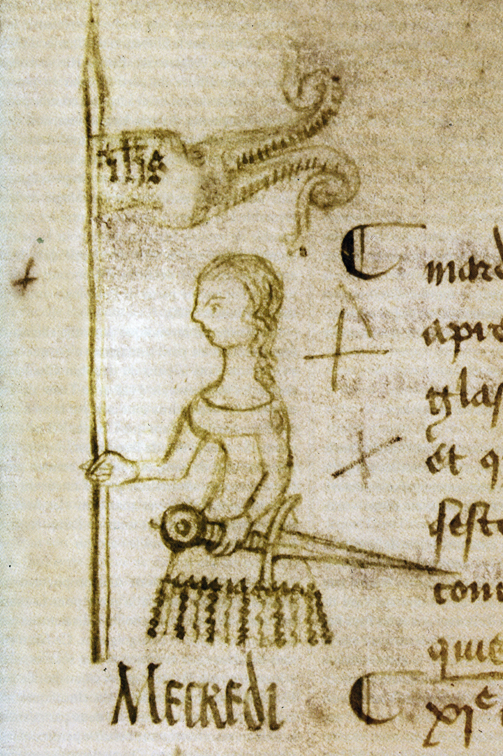
Jeanne d'Arc.

- Mathilde l'Emperesse (1102-1167), impératrice consort du Saint-Empire romain germanique.
- Jeanne d'Arc (1412-1431), Sainte et héroïne de l'histoire de France.
- Charles Mouton (1626-1699), luthiste français, également compositeur pour son instrument.
- Jean-Baptiste de La Salle (1651-1719), saint, ecclésiastique, fondateur de l'institut des Frères des écoles chrétiennes.
- Germain Félix Tennet de Laubadère (1749-1799), général de division de la Révolution française.
- Marie Le Masson Le Golft (1749-1826), femme de lettres, naturaliste et dessinatrice.
- Jean-Aimable Trupel (1771-1850), forgeron de formation, simple soldat qui finit sa carrière en tant que colonel de l'armée impériale, baron d'Empire,
- Marie Antoine de Reiset (1775-1836), général français de la Révolution et de l’Empire.
- Henri de Bonnechose (1800-1883), homme d'Église français, archevêque de Rouen et cardinal.
- Émile Verhaeren (1855-1916), poète belge flamand d'expression française et décédé accidentellement en gare de Rouen.
- Colette Yver (1874-1953), écrivaine, y est décédée.
- Édouard Eveno (1884-1980 ?), peintre et sculpteur animalier français.
- Marcel Duchamp (1887-1968), artiste et plasticien, y est enterré.
- Nicole Berger (1934-1967), actrice, y est décédée des suites d'un accident de la route.